# フレディー・ペレン
フレディー・ペレン（Freddie Perren,本名: Frederick James Perren ,1943年5月15日 - 2004年12月16日)は 、北米の作編曲家・指揮者・プロデューサー。
ジャクソン5『帰ってほしいの』『ABC』『小さな経験』『ママの真珠』、シルバーズの"Boogie Fever"、グロリア・ゲイナーの『恋のサバイバル』、ピーチズ&ハーブの『シェイク・ユア・グルーヴ』のヒット曲で知られている

## 初期
1943年、ニュージャージー州イングルウッド生まれ。Dwight Morrow高校に通い、吹奏楽仲間で未来のパートナーFonce & Larry Mizellとともに1961年卒業。ハワード大学に入学し、後にキャピトル・レコードのR&BのA&R責任者となるLarkin Arnoldと出会い1966年卒業。翌年Christine Yarianと出会い1970年結婚。

## モータウンとジャクソン5
1968年にカリフォルニアに引っ越し。ベースのマイゼル兄弟とともにギターのディーク・リチャーズに出会い共作開始。
1969年、ベリー・ゴーディーが彼らをThe Corporationに編入。ジャクソン5『帰ってほしいの』が1970年初頭にヒットし、『ABC』『小さな経験』『ママの真珠』まで4連続トップ、『きっと明日は』なども続いてヒットした。モータウンのサウンドトラック『ハーレム街の首領』『Cooley High』も担当した。後者からはG.C. Cameron『It's So Hard to Say Goodbye to Yesterday』がヒットし、同曲は後にボーイズIIメンがカバーしヒットさせた。

## ディスコの誕生、モータウンとの決別
その後ディスコ領域に突入し、ミラクルズの『Do It Baby』『Love Machine』がヒット。1976年、モータウンを去り、キャピトル・レコードで旧友・副社長Larkin Arnoldと仕事する。その後2年間で シルバーズの『Boogie Fever』『Hot Line』『High School Dance』が大ヒットした。

## タヴァレスと『Fever』
タヴァレスの三枚のアルバム『Sky High!』『Love Storm』『Future Bound』も売れた。シングル『Don't Take Away The Music』『Heaven Must Be Missing An Angel』はディスコで一位。ビージーズ『More Than a Woman』のカバーも売れ、1977年の歴史的サントラ『サタデー・ナイト・フィーバー』には両グループのバージョンが収録。ビージーズは自作の『アイ・キャント・ハヴ・ユー』を録音したが、ペレン制作のイヴォンヌ・エリマンバージョンを聴いて（自分たちのバージョンよりも）気に入り、同サントラのB面に収録、ポップチャートで一位、ミリオンセラー・ゴールドディスクになる。サントラは1500万枚以上売れ、グラミー賞の「アルバム・オブ・ザ・イヤー」となる。

## MVPプロダクションと『Reunited』
1978年、ピーチズ&ハーブと自身の会社MVP Productionsで契約。ポリドールでの最初のアルバム『2 Hot』からはゴールドでトップ5の『Shake Your Groove Thing』、バラード『Reunited』、『We've Got Love』がヒット。アルバム『2 Hot』は1979年初頭に6週間2位、プラチナムとなる。次作『Twice the Fire』はゴールドを獲得し、シングル『Roller Skate Mate (Part 1)』『I Pledge My Love』がヒットした。

## 『恋のサバイバル』の大ヒットとディスコブーム終焉
1980年グロリア・ゲイナーの英米トップ『恋のサバイバル』で二度目のグラミー賞となる「最優秀ディスコ・レコーディング賞」を受賞した。Cake, Chantay Savage, ダイアナ・ロス、麻生よう子や布施明がカバーした。その後ディスコ狂時代は去り、グラミー賞「最優秀ディスコ・レコーディング賞」は1回限りで廃止された。

## 後期
最後にニュー・エディションの1986年ドゥーワップ・アルバム『Under the Blue Moon』を制作。
1990年代にボーイズIIメンが『It's So Hard to Say Goodbye to Yesterday』をポップ2位R&Bトップにし、アイルランドのアイドル・グループWestlifeの1998年のカバーもヒット。イギリスの911は『More Than A Woman』をタヴァレス・バージョンで英二位。
1993年、重い心臓発作をわずらい、11年後の2004年に61歳でロサンゼルスのChatsworthの自宅で死去。遺体はハリウッドの丘のForest Lawn Memorial Parkに埋葬された。

## 参照
1. ↑  Staff. "Freddie Perren", Contemporary Black Biography:Profiles from the International Black Community, p. 122. en:Gale (publisher), 2007. ISBN 0-7876-7932-1. Accessed August 19, 2011. "At Dwight Morrow High School, Perren was a member of the marching band, the orchestra, and sang in the chorus."